# Mali Požarevac
Mali Požarevac (izvirno srbsko Мали Пожаревац) je naselje v Srbiji, ki upravno spada pod Mestno občino Sopot; slednja pa je del Mesta Beograd.

## Demografija
V naselju, katerega izvirno (srbsko-cirilično) ime je Мали Пожаревац, živi 1201 polnoletni prebivalec, pri čemer je njihova povprečna starost 41,7 let (40,6 pri moških in 42,7 pri ženskah). Naselje ima 469 gospodinjstev, pri čemer je povprečno število članov na gospodinjstvo 3,15.
To naselje je v glavnem srbsko (glede na popis iz leta 2002).
У овом месту је рођен епископ Тихон Радовановић (1891-1951).
|  |

| Demografija | Demografija     | Demografija     |
| Leto        | Št. prebivalcev | Št. prebivalcev |
| ----------- | --------------- | --------------- |
|             |                 |                 |
|             |                 |                 |
|             |                 |                 |
|             |                 |                 |
| 1948        | 1295            |                 |
| 1953        | 1359            |                 |
| 1961        | 1455            |                 |
| 1971        | 1461            |                 |
| 1981        | 1473            |                 |
| 1991        | 1472            | 1438            |
| 2002        | 1495            | 1479            |
|             |                 |                 |

| Etnična sestava po popisu iz leta 2002 | Etnična sestava po popisu iz leta 2002 | Etnična sestava po popisu iz leta 2002 | Etnična sestava po popisu iz leta 2002 | Etnična sestava po popisu iz leta 2002 |
| -------------------------------------- | -------------------------------------- | -------------------------------------- | -------------------------------------- | -------------------------------------- |
| Srbi                                   | Srbi                                   |                                        | 1.453                                  | 98,24%                                 |
| Makedonci                              | Makedonci                              |                                        | 8                                      | 0,54%                                  |
| Albanci                                | Albanci                                |                                        | 2                                      | 0,13%                                  |
| Rusi                                   | Rusi                                   |                                        | 1                                      | 0,06%                                  |
| Romi                                   | Romi                                   |                                        | 1                                      | 0,06%                                  |
| Madžari                                | Madžari                                |                                        | 1                                      | 0,06%                                  |
| Jugoslovani                            | Jugoslovani                            |                                        | 1                                      | 0,06%                                  |
| Neznano                                | Neznano                                |                                        | 2                                      | 0,13%                                  |